# أعالي الغرب الأوسط

خريطة للولايات المتحدة مع تمييز الغرب الأوسط الأعلى (على النحو المحدد من قبل خدمة الطقس الوطنية)

الغرب الأوسط الأعلى (Upper Midwest) منطقة تقع في الجزء الشمالي من إقليم وسط غرب الولايات المتحدة حسب مكتب تعداد الأمريكي. وهي إلى حد كبير منطقة فرعية من الغرب الأوسط الأمريكي. رغم عدم الاتفاق على الحدود الدقيقة بشكل موحد، تعرف المنطقة على أنها تشمل ولايات ميشيغان ومينيسوتا وويسكونسن ؛ وتتضمن بعض التعريفات أيوا ، وداكوتا الشمالية ، وداكوتا الجنوبية ، وأجزاء من نبراسكا ومونتانا أيضًا.